# الكسندر كولب
الكسندر كولب (بالألمانية: Alexander Kolb)‏ هو ضابط ألماني، ولد في 12 مايو 1891 في ماينتس في ألمانيا، وتوفي في 4 أبريل 1963 في دارمشتات في ألمانيا.